# V409 Волка
V409 Волка (лат. V409 Lupi) — двойная затменная переменная звезда типа W Большой Медведицы (EW) в созвездии Волка на расстоянии приблизительно 1074 световых лет (около 329 парсеков) от Солнца. Видимая звёздная величина звезды — от +13,82m до +13,22m. Орбитальный период — около 0,2225 суток (5,3409 часов).

## Характеристики
Первый компонент — жёлто-оранжевый карлик спектрального класса K-G. Радиус — около 0,77 солнечного, светимость — около 0,331 солнечной. Эффективная температура — около 4984 K.
Второй компонент — жёлто-оранжевый карлик спектрального класса K-G.